# برقی کردن راه‌آهن در ایران

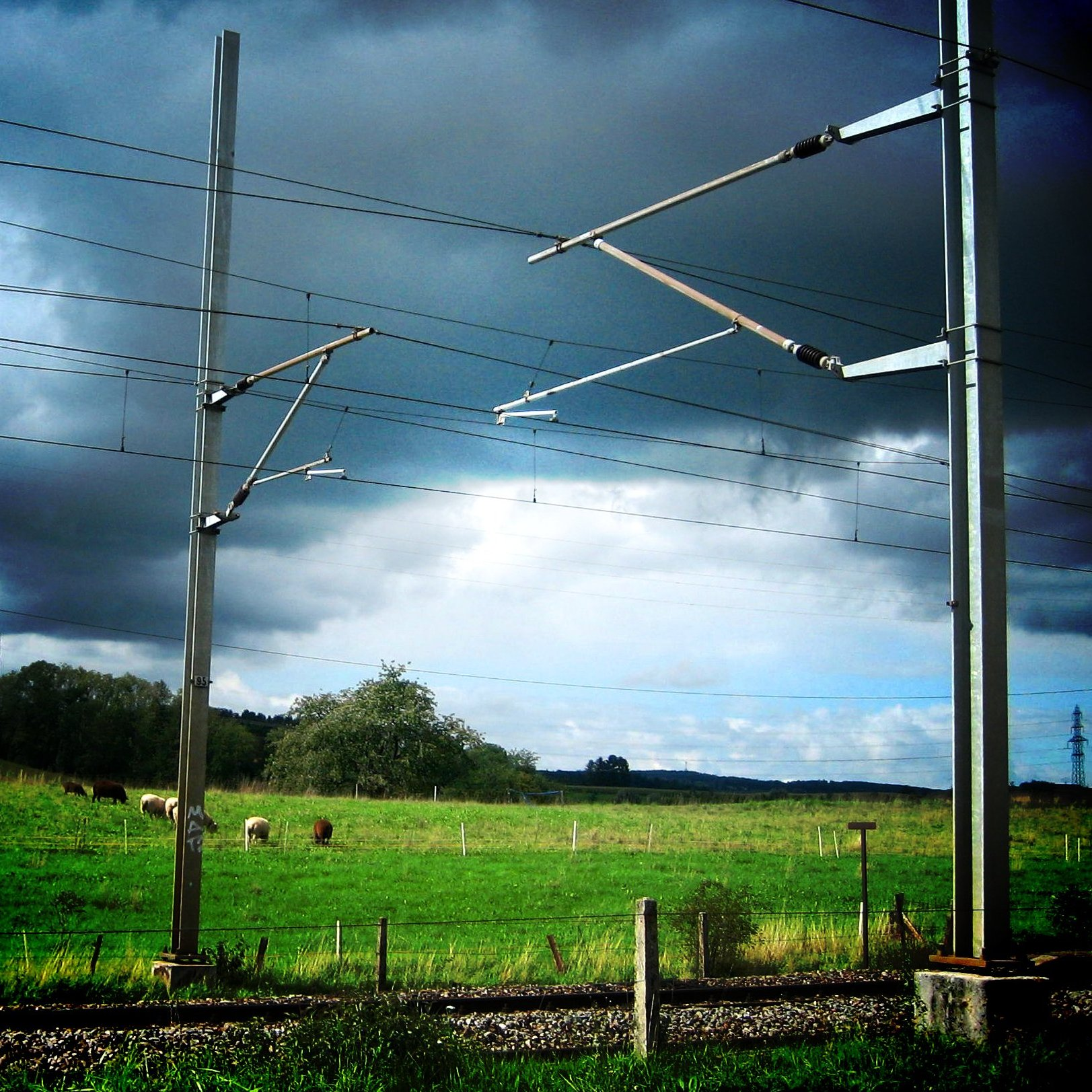
نمونه راه‌آهن برقی با خط بالاسری

برقی کردن راه‌آهن در ایران در چند مرحله صورت گرفته‌است. شرکت راه‌آهن جمهوری اسلامی ایران بر اساس آمار سال ۲۰۲۳ اتحادیه بین‌المللی راه‌آهن‌ها (UIC) دارای ۹۴۵۵ کیلومتر شبکه می‌باشد که ۲۳۴۲ کیلومتر آن دو خطه و ۱۸۱ کیلومتر نیز برقی است.

## علت و زمان برقی کردن
برقی کردن راه‌آهن (برقی‌کردن راه‌آهن در ایران)، بکرا، یکی از مراحل ارتقاء راه‌آهن برای حمل‌ونقل بیشتر و سریع‌تر بار و مسافر به صورت اقتصادی‌تر است.
به‌صورت کلی راه‌آهن‌های معمولی در مرحله احداث اولیه یک خطه و غیر برقی ساخته می‌شوند. با افزایش تقاضا راه‌آهن برقی یا دو خطه می‌گردد.
از این نکته نباید غفلت نمود، مطالب فوق به صورت کلی بوده و در هر مورد باید گزینه‌های مختلف از حیث نتایج بهره‌برداری و اقتصادی مقایسه گردند.
بعنوان مثال برخی با حفظ مسیر یک خطه به افزایش طول قطار اقدام می‌کنند مانند راه‌آهن دیزلی بی اچ پی استرالیا که سنگینترین قطارهای دنیا با بیش از ۳۰۰ واگن به وزن نزدیک ۵۰۰۰۰ تن را حمل می‌کند. در مقابل در آفریقای جنوبی با عرض خط متریک(۱۰۶۷) در مسیر ارملو ریچاردزبی با دو خطه کردن مسیر، افزایش بار محوری، کاهش فراز در مسیر باردار و برقی کردن، و حمل قطارهای ۲۰۰۰۰ تنی ظرفیت خط را به حدود ۱۰ برابر رساندند.

## تاریخ برقی کردن راه‌آهن در ایران
اولین قرارداد برقی کردن راه‌آهن در ایران در مسیر تبریز-شهرستان جلفا در سال ۱۳۵۴ با روسیه منعقد گردید و بهره‌برداری از آن پس از انقلاب در ۱۳۶۱ آغاز گردید و مسیر تبریز آذرشهر در ۱۳۸۵ پیشنهاد و در سال ۹۵ اجرا شد.
این راه‌آهن در مسیر خود از صوفیان، بخش یامچی، خوی، مرند، زنوز عبور می‌نماید.
سیستم نیرورسانی از ۳ پست کششی ۱۳۲/۲۷٫۵ کیلو ولت تبریز، مرند و جلفا تغذیه می‌شود که فاصله تقریبی آن‌ها از همدیگر در حدود ۷۳ کیلومتر است. این پست‌ها که به پست‌های کششی موسومند، پست‌های اختصاصی قطار برقی مسیر جلفا-تبریز بوده و هیچ‌یک از بارهای خانگی یا تجاری در این مناطق از این پست‌ها تغذیه نمی‌شوند. در هر کدام از پست‌های فوق تنها دو فاز از سه فاز شبکه وارد پست می‌شوند که انتخاب دو فاز به صورت متوالی در هر سه پست تکرار می‌گردد. ثانویه ترانسفورمرهای این پست‌ها به باس ۲۷٫۵ کیلوولت وصل می‌شوند که تغذیه دپو، شبکه بالا سری و محوطه ایستگاه را بر عهده دارند. سیستم تغذیه این قطار از نوع ولتاژ AC با دامنه ۲۵ کیلوولت و فرکانس ۵۰ هرتز است که توسط شبکه بالا سری تک خطی سیمی قطارهای موجود در مسیر را تغذیه می‌کند. مدار تغذیه این سیستم نیز از نوع ترانسفورمرهای افزاینده است که جمعاً ۴۸ ترانسفورمر افزاینده به فاصله تقریبی ۳ کیلومتر از هم در طول این مسیر مورد استفاده می‌باشند. این سیستم همچنین دارای دو پست سوئیچینگ در صوفیان و زال می‌باشد که وظیفه جداسازی سکشن‌های شبکه بالا سری را بر عهده دارند.

## مسیر راه‌آهن جلفا - تبریز
راه‌آهن برقی جلفا- تبریز ۱۴۶ کیلومتری به صورت یک خطه بوده و حداقل قوس آن ۴۰۰ متر و فراز حداکثر آن برابر ۳۰ در هزار می‌باشد، طول ایستگاه‌ها که بتعداد ۷ می‌رسد ۴۰۰ متر است و در ایستگاه‌های تبریز، مرند و جلفا خط برق ۱۳۲ کیلوولت به برق ۲۵ کیلوولت تبدیل می‌گردد.
وجود فراز ۲۸ در هزار، به عنوان بیشترین فراز در خط ریلی کشور، از نکات شاخص این مسیر است.

## برقی کردن تبریز آذر شهر
پس از پذیرش پیشنهاد برقی کردن تبریز آذرشهر در اجلاس مشترک روسای راه‌آهن ایران و روسیه در نیمه مرداد ۸۵، در ابتداء سال ۱۳۸۷ قراردادی برای احداث راه‌آهن برقی تبریز - آذرشهر به طول ۴۸ کیلومتر با راه‌آهن روسیه منعقد گردید، شبکه بالاسری این مسیر از پست تبریز برق مورد نیاز را دریافت می‌نمود و به همین دلیل فقط خط بالاسری نصب گردید، هدف این اقدام علاوه بر تقویت دانش، توان و تجربه پیمانکاران ایرانی، زمینه‌سازی حضور مجدد روسیه (که بزرگ‌ترین شبکه راه‌آهن برقی جهان را دارد) در بازار راه‌آهن برقی ایران بود. همچنین با برقی شدن این مسیر، مقدمات لازم برای برقی کردن ادامه مسیر تا مراغه فراهم آمده‌است.

## ناوگان برقی
ناوگان برقی در شرکت راه‌آهن جمهوری اسلامی ایران فقط به هشت دستگاه لکوموتیو ۳۶۰۰ کیلوواتی چهار محوره آر سی ۴(RC۴) ساخت آ س آ سوئد خلاصه می‌گردد که در سال ۱۳۶۱ وارد ایران گردیدند.
وزن این لکوموتیوها ۸۰ تن، حداقل شعاع قوس قابل عبور آن ۹۰ متر، نیروی کشش ۲۹۰ کیلونیوتن، حداکثر سرعت ۱۳۵ کیلومتر بر ساعت و دارای توان ۳۶۰۰ کیلووات بوده که تاکنون ۱۳۰ دستگاه از این لکوموتیوها در فاصله بین سال‌های ۱۹۷۵ و ۱۹۸۵ تولید شده‌است. از این لکوموتیوها در حال حاضر جهت باربری در مسیر جلفا به تبریز و انتقال مسافر در مسیر تبریز به آذرشهر بکارگیری می‌شوند. این لکوموتیو جهت کار با ولتاژ ۲۵ کیلوولت طراحی شده که قابلیت حرکت عادی با ولتاژ ۲۱ تا ۲۷٫۵ کیلوولت را نیز دارد. این لکوموتیو قابلیت حرکت برای مسافت‌های کوتاه تا ولتاژ ۱۷ کیلوولت را داشته و برای مواقع بحرانی تحمل ولتاژ ۳۳ کیلوولت را نیز دارد. ولتاژ برق یکسو شده آن ۴۹۵۰ ولت با حداکثر جریان ۲۰۲ آمپر، نیروی کشش اولیه ۳۱۴ کیلونیوتن، نیروی کشش مداوم۲۳۰ کیلونیوتن در سرعت صفر و نیروی کششی مداوم ۲۲۲ کیلونیوتن با سرعت ۵۷ کیلومتر در ساعت را ایجاد می‌کند.
در یک لکوموتیو برقی، به وسیلهٔ پانتوگراف بالارونده، برق ۲۷٫۵ کیلو ولت شبکه بالاسری نصب شده در بالای خطوط ریلی به ترانس اصلی لکوموتیو وارد می‌گردد سپس این برق توسط ترانس اصلی نصب شده در داخل لکوموتیو به ولتاژهای متفاوت با فرکانس ۵۰ هرتز تبدیل می‌گردد. در حقیقت ترانس یک لکوموتیو برقی را می‌توان یک پست توزیع متحرک نامید زیرا برق ورودی ۲۷٫۵ کیوولت را در ولتاژهای متفاوت به قسمت‌های مختلف در داخل لکوموتیو توزیع می‌نماید.
لکوموتیوهای برقی RC4 دارای چهار محور بوده و هر محور یک تراکشن موتور ۹۰۰ کیلوواتی(۷۸۰ ولت و ۱۲۵۰ آمپر) دارد؛ بنابراین لکوموتیوهای RC4، ۳۶۰۰ کیلووات قدرت دارند. تراکشن موتور این لکوموتیوها از نوع DC بوده و به راحتی قابلیت تبدیل شدن به ژنراتور را دارد و در شیب‌ها توسط لکوموتیوران به حالت ژنراتور درآمده و به همین دلیل سرعت حرکت لکوموتیو را کاهش می‌دهد و به عنوان یک عامل کاهنده سرعت از آن‌ها استفاده می‌گردد که به این عمل ترمز دینامیک گفته می‌شود. برق تولیدی در این لکوموتیو در شیب‌ها توسط مقاومت‌های ترمز دینامیک به حرارت تبدیل شده و تلف می‌گردد ولی در برخی لکوموتیوهای سری جدید، این برق تولیدی توسط لکوموتیو با بکارگیری برخی تدابیر خاص به سیستم شبکه برق بالاسری پس داده می‌شود و در شیب‌ها به عنوان یک نیروگاه عمل می‌نماید.
از لحاظ نگهداری و تعمیرات نیز می‌توان به ضرورت انجام بازدیدهای دوره‌ای در هر ۱۵ هزار کیلومتر، انجام بازدیدهای مرحله اول در ۵ هزار کیلومتر، انجام بازدیدهای مرحله دوم در ۱۰ هزار کیلومتر، انجام بازدیدهای مرحله سوم در ۲۰۰ هزار کیلومتر یا یک سال (هر کدام زودتر فرا رسد) و انجام بازدید و تعمیرات اساسی در هر ۱۰ سال را ذکر کرد.

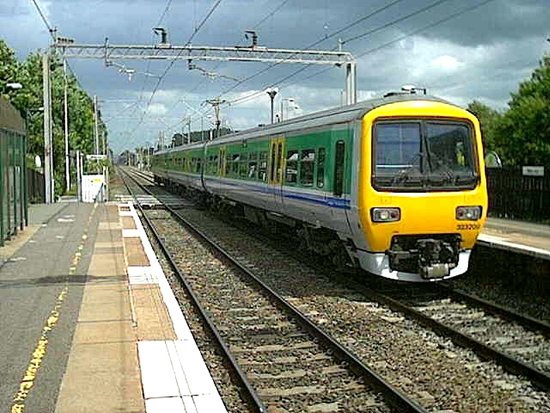
ناوگان خودکشش در یک ایستگاه راه‌آهن

## ادامه برقی کردن راه‌آهن
بمنظور توسعه راه‌آهن برقی در سال ۱۳۸۶ قراردادی برای برقی کردن مسیر تبریز - آذرشهر با راه‌آهن روسیه منعقد گردید.

## راه‌آهن سریع‌السیر تهران مشهد

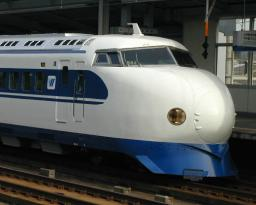

در سال ۱۳۵۴ وزیر وقت راه و ترابری در سفری به ژاپن در مراسم افتتاح یکی از خطوط قطار سریع‌السیر شینکانسن شرکت نمودند و از مسئولین ژاپن درخواست کردند تا مطالعه‌ای برای امکان‌سنجی احداث راه‌آهن سریع‌السیر و برقراری قطار سریع‌السیر در مسیر تهران مشهد انجام پذیرد.
گزارش این مطالعه توسط شرکت مشاورین راه‌آهن ژاپن در سال ۱۳۵۶ به ایران با سه گزینه پیشنهادی بدین ترتیب ارائه گردید:
۱- گزینه دوخطه، علائمی و برقی کردن مسیر یک خطه آنزمان برای سرعت ۱۶۰ که بالاترین سرعت ریلی در خطوط غیر سریع بود با هزینه ۱ میلیارد دلار.
۲- گزینه احداث راه‌آهن جدید و با مسیر مستقل سریع‌السیر با سرعت ۲۱۰ کیلومتر بر ساعت که در آنزمان تنها در ژاپن وجود داشت با هزینه ۴ میلیارد دلار.
۳- گزینه احداث راه‌آهن سریع‌السیر با سرعت ۲۶۰ کیلومتر بر ساعت که در آنزمان حتی در ژاپن وجود نداشت (اما با این استدلال که احداث راه‌آهن سریع‌السیر ۱۰ سال به طول مینجامد و تا آنزمان به این تکنولوژی می‌توان دست یافت مطرح گردید) با هزینه ۷ میلیارد دلار.

## برقی کردن راه‌آهن تهران مشهد
در سال ۱۳۸۲ با بررسی مجدد برنامه حمل پیش‌بینی شده برای حمل ۱۳ میلیون مسافر در مسیر تهران مشهد با روزانه ۶۶ قطار مشخص گردید که برقی کردن این مسیر می‌تواند منجر به کاهش سرمایه‌گذاری خرید لکوموتیو و واگن مسافری گردد چرا که لکوموتیوهای برقی مسافری دارای توان روی چرخ تا ۴ برابر نوع دیزلی خود هستند و این یعنی تعداد کمتر لکوموتیو برای جابجایی مسافرین.
از سوی دیگر با کاهش زمان سیر می‌توان علاوه بر سیر بیشتر در هر روز مثلاً رفت و برگشت روزانه و طی مسافت ۱۸۰۰ کیلومتر، می‌توان از واگن‌های با ظرفیت بیشتر استفاده کرد.
با این مفروضات مطالعات برقی کردن این مسیر آغاز و مناقصه آن در سال ۸۶ برگزار و برنده آن در سال ۸۷ اعلام گردید.
با این طرح ظرف مدت ۳۰ ماه مسیر دو خطه فعلی برقی و با سرعت ۱۶۰ کنونی راه‌اندازی می‌گردد و به‌تدریج با اصلاحات خط، سیستم ترمز واگن‌ها و سیستم کنترل اتوماتیک قطار سرعت قطارهای مسافری به ۲۰۰ افزایش و زمان سیر از ۱۲ ساعت به ۸ و سپس ۶ ساعت کاهش می‌یابد و با ورود قطارهای خوکشش الکتریکی کج شونده سرعت به ۲۵۰ و زمان سیر از ۷٫۵ به ۵ ساعت خواهد رسید.

## لکوموتیوهای برقی تهران مشهد
برای حمل و نقل مسافر و بار در این مسیر ۵۰ دستگاه لکوموتیو چهارمحوره مسافری و ۲۰ دستگاه لکوموتیو ۶ محوره باری پیش‌بینی شده‌است.

## واگنهای مسافری تهران مشهد
کلیه واگن‌های مسافری موجودامکان سیر در این مسیر را دارند.

## تأثیر برقی کردن بر سرعت متوسط قطارهای مسافری
حداقل زمان سیر در چند محور راه‌آهن ایران در تابستان ۱۳۸۸ بر اساس برنامه حرکت قطارهای مسافری دیزلی و خود کشش دیزلی شرکت رجاء به شرح زیر می‌باشد:
تهران – اهواز (دیزلی): مسافت ۸۱۶ کیلومتر، حداقل زمان سیر برنامه‌ای۱۷ ساعت
تهران- اصفهان (دیزلی): مسافت ۵۴۸ کیلومتر، حداقل زمان سیربرنامه‌ای ۷ ساعت
تهران- بندر عباس (دیزلی): ۱۴۸۳ کیلومتر، حداقل زمان سیر برنامه‌ای ۱۹ ساعت و نیم
تهران- تبریز (دیزلی): مسافت ۷۳۶ کیلومتر، حداقل زمان سیربرنامه‌ای ۱۳ ساعت
تهران- مشهد (دیزلی): مسافت ۹۲۶ کیلومتر، حداقل زمان سیربرنامه‌ای ۱۱ ساعت
تهران- مشهد (خود کشش دیزلی): مسافت ۹۲۶ کیلومتر، حداقل زمان سیر برنامه‌ای۷ ساعت
تهران- یزد (دیزلی): مسافت ۶۵۶ کیلومتر، حداقل زمان سیر برنامه‌ای ۸ساعت و نیم

## تعامل برقی کردن راه‌آهن و قطار سریع‌السیر

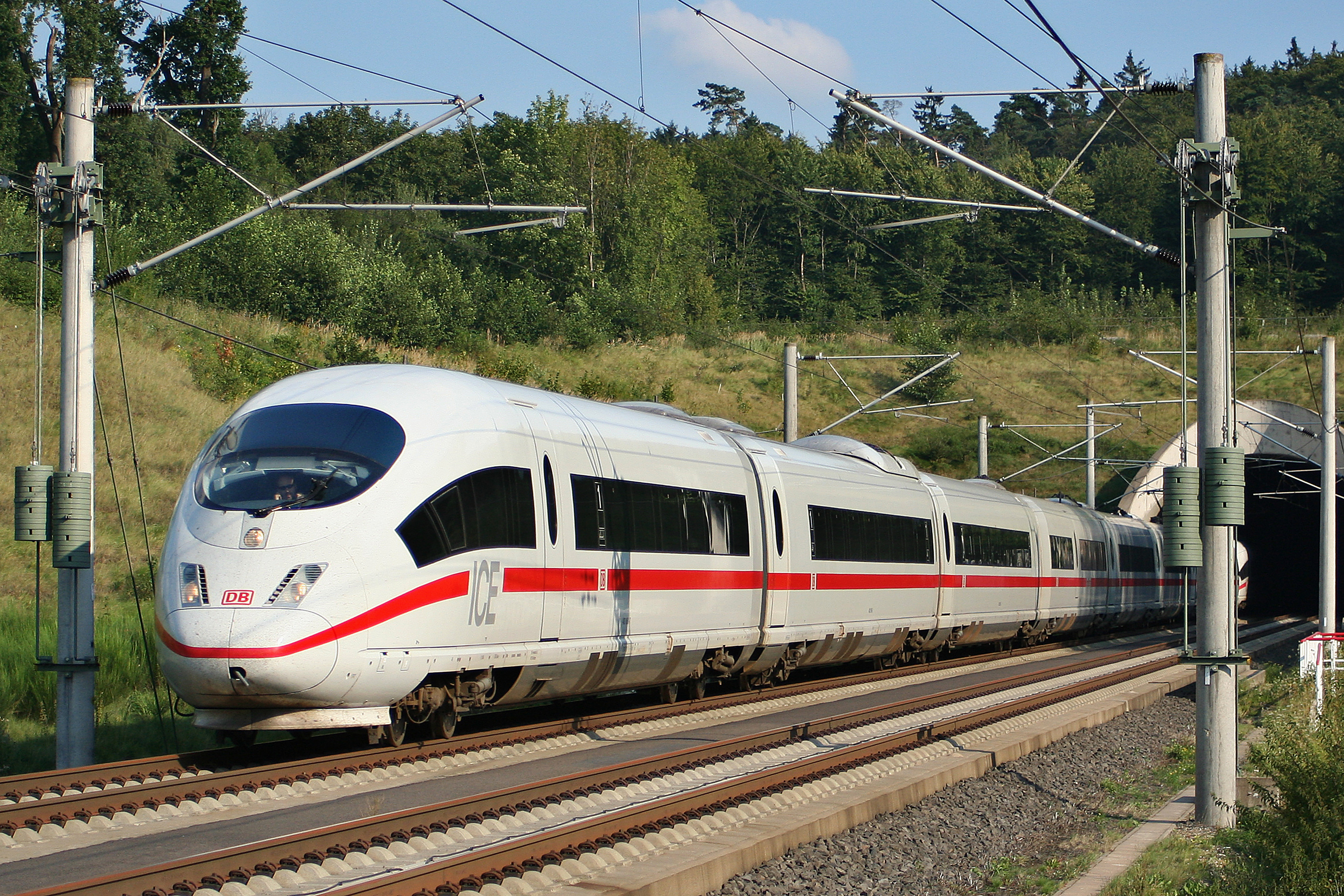
یک قطار تندرو ICE 3 در مسیر کلن-فرانکفورت به موازات آزادراه

برقی کردن راه‌آهن به عنوان مقدمه مناسبی برای احداث راه‌آهن سریع‌السیر محسوب می‌گردد بدین ترتیب که قطار سریع‌السیر در شبکه راه‌آهن سریع‌السیر به حداکثر سرعت ممکن یعنی اکنون تا ۳۵۰ می‌رسد و در خطوط برقی راه‌آهن معمولی تا۲۰۰ الی ۲۵۰.
با این ترتیب احداث راه‌آهن سریع‌السیر در زمان بسیار کوتاهتر و با نرخ بازگشت سرمایه بیشتر عملیاتی می‌گردد.
با این رویکرد در مسیر تهران مشهد پیش‌بینی احداث مرحله‌ای راه‌آهن سریع‌السیر به عمل آمده و امکان اجرای فاز این طرح در مسیر گرمسار سمنان در موازات آزادراه فراهم می‌باشد (توازی راه‌آهن و آزادراه).
همچنین پیش‌بینی شده که بتوان از واگن‌های عریض تا ۳٫۴ متر نیز بتوان در این مسیر بهره برد که بهره‌وری را حدود ۴۰ درصد میفزاید.
همچنین علاوه بر امکان تردد قطارهای دو طبقه سریع مسافری می‌توان از قطارهای کانتینری دو طبقه نیز در این مسیر برای توسعه ترانزیت استفاده نمود.

## توقف برقی کردن بافق بندر عباس
مسیر بافق بندرعباس برای حمل حداکثر ۲۰ میلیون تن از ابتدا با دید دو خطه و برقی طراحی شده بود و در سال ۷۱ مناقصه‌ای برای برقی کردن آن برگزار گردید که با محاسبات مجدد مشخص گردید با ترافیک، قیمت سوخت، قابلیت و قیمت لکوموتیوها و نیز مشکلات صنعت برق در آنزمان اینکار موجه نمی‌باشد و این طرح متوقف شد.

## برقی کردن تهران اهواز
پیش از انقلاب مطالعاتی توسط شرکت کارلولوتی ایتالیا برای احداث راه‌آهن اصفهان اهواز به صورت یک خطه دیزلی انجام شد که پس از پیشنهاد برقی کردن مسیر تهران مشهد در سال ۸۲ و اقناع مسئولین وقت در خصوص اقتصادی بودن آن و مطالعات امکان‌سنجی توسط مشاور خارجی که اقتصادی بودن طرح مذکور را حتی برای راه‌آهن اثبات نمود بررسی‌هایی برای برقی‌سازی سایر مسیرها انجام گردید.
یکی از این مسیرهای مطالعه شده که تغییرات شدید رویکرد وزارت راه را در پی داشت مسیر اصفهان اهواز بود که با توجه به رفع محدودیت طول تونل و با توجه به ظرفیت تونل‌سازی ان ایام در کشور و با هدف افزایش سرعت از ۱۰۰ کیلومتر به ۲۵۰ کیلومتر بر ساعت مشخص شد با این روش می‌توان با احداث ۷ تونل جمعاً با طول حدود ۵۰ کیلومتر به این هدف دست یافت.

## برقی کردن تهران بندر عباس
با تغییرات ایجاد شده در اقتصاد ایران و جهان طی دو دهه گذشته برقی کردن تهران بندر عباس مورد بررسی مجدد قرار گرفت و بدلایل زیر اجرای فاز نخست آن مورد تأیید قرار گفت و حتی توجه شرکت‌های خصوصی برای سرمایه‌گذاری به صورت مشارکتی(BOT) نیز جلب گردید.
دلایل عمده تغییر شرایط به نفع برقی کردن بافق بندر عباس:
1. افزایش قیمت نفت
2. بالا رفتن قیمت لکوموتیو دیزلی
3. کاهش نسبی قیمت لکوموتیو برقی
4. خودکفایی صنعت برق
5. افزایش تقاضای بار این مسیر همچون، مجتمع فولاد مبارکه

## راه‌آهن برقی تهران کرج
راه‌آهن دوخطه برقی تهران کرج در سال ۷۸ به عنوان راه‌آهن حومه تهران توسط شرکت مترو احداث گردید.
خط برقی مذکور ۲۵ کیلوولت بوده و سرعت حداکثر ان ۱۴۰ کیلومتر بر ساعت است.

## برقی کردن و الگوی مصرف
راه‌آهن برقی می‌تواند به عنوان یکی از زمینه‌های بهره‌وری و اصلاح الگوی مصرف نیز مورد بررسی قرار گیرد.
به ازای حمل ۱ میلیون نفر مسافر و ا میلیون تن بار خالص سالانه در مسیر بافق بندرعباس ۵۶۷ میلیارد ریال صرفه جویی مصرف سوخت، ۱۱۲ میلیارد ریال صرفه جویی ناشی از کاهش گازهای آلاینده، ۱۱۰۸ میلیارد ریال کاهش هزینه تصادفات نسبت به حمل همین مقدار بار در جاده حاصل می‌شود.
حمل این مقدار بار و مسافر برای راه‌آهن نیز سالانه ۳۰۰۰ میلیارد ریال سودآوری در پی دارد.
توضیحات تکمیلی در کتاب کتاب برقی کردن راه‌آهن درج شده‌است.

### الگوهای جهانی برقی کردن
- راه‌آهن باری دوخطه و برقی بین بندر روتردام و آلمان، بتووروت
- راه‌آهن باری دوخطه و برقی داتونگ شین هوانگ دائو چین، راه‌آهن داتونگ کینهوانگدائو
- راه‌آهن باری تکخطه و برقی معدنی سوئد، خط راه‌آهن سنگ آهن سوئد

## مجریان طرح برقی کردن راه‌آهن
حکم اولین مجری طرح برقی کردن راه‌آهن در سال ۸۵ توسط مهندس سعیدنژاد مدیرعامل وقت راه‌آهن به نام عباس قربانعلی بیک صادر شد که در زمان تصدی مسئولیت معاونت برنامه‌ریزی و امور بین‌الملل راه‌آهن در سال ۸۲ این طرح را مطرح و توجیه اقتصادی اولیه آن را برای اقناع مسئولین راه‌آهن و وزارت راه تهیه نمودند.
تا سال ۱۳۸۸ علاوه بر مطالعات امکان‌سنجی توسط مشاورین داخلی و خارجی مناقصه برقی کردن راه‌آهن تهران- مشهد در سال ۸۶ برگزار و در سال ۸۷ پیشنهادهای مربوطه بین‌المللی دریافت و مفتوح گردید.
مدیران بعدی دفتر برقی‌کردن راه‌آهن به ترتیب عبارتند از،
قاسم ساکتی، فرهودی، نادری